# Hans Pausch (Staatssekretär)
Hans Pausch (* 20. August 1908 in Neuenmarkt; † 16. Januar 1991 in Nürnberg) war ein deutscher Ingenieur. Er war Staatssekretär im Bundespostministerium.

## Leben
Als Sohn eines Landwirts geboren, studierte Pausch von 1928 bis 1933 Elektrotechnik an der TH München. Während seines Studiums wurde er 1928 Mitglied der Burschenschaft Babenbergia München. Nach seiner Diplom-Prüfung 1933 war er für zwei Jahre in der Reichsbahndirektion in Nürnberg tätig und wurde dann 1935 Postreferendar im Höheren Dienst bei der Reichspostdirektion Frankfurt am Main. Zum 1. Mai 1937 trat er der NSDAP bei (Mitgliedsnummer 4.091.003). 1939 wurde er Postrat und bei Kriegsausbruch als Soldat der Luftnachrichtentruppe eingesetzt. Bis Kriegsende wurde er zum Oberleutnant befördert. 
1955 wurde er Oberpostrat, 1962 Oberpostdirektor. 1963 wurde er in München zum Dr.-Ing. promoviert. 1966 wurde er Abteilungspräsident in der Oberpostdirektion in Nürnberg, 1967 Leiter der Oberpostdirektion Düsseldorf. Im April 1968 wurde er als Nachfolger von Helmut Bornemann Staatssekretär im Bundespostministerium. Im selben Jahr wurde er Honorarprofessor der Vermittlungstechnik an der TH München, nachdem er dort seit 1963 bereits als Lehrbeauftragter gewirkt hatte. 1973 trat er in den Ruhestand.

## Ehrungen
- 1968: Großes Bundesverdienstkreuz
- 1973: Großes Verdienstkreuz mit Stern der Bundesrepublik Deutschland[2]
- 1982: Philipp-Reis-Plakette

## Veröffentlichungen
- Probleme der weltweiten Fernwahl. Dissertation der TH München, München 1963.